# Monzernheim
Monzernheim är en kommun och ort i Landkreis Alzey-Worms i förbundslandet Rheinland-Pfalz i Tyskland.
Kommunen ingår i kommunalförbundet Verbandsgemeinde Wonnegau tillsammans med ytterligare tio kommuner.